# 약물중독진료소
약물중독진료소(藥物中毒診療所)는 국립부곡병원의 소속기관이다. 2002년 5월 6일 발족하였으며, 경상남도 창녕군 부곡면 부곡로 145에 위치하고 있다. 소장은 국립부곡병원 의료부장이 겸임한다.

## 연혁
- 1997년 12월 12일: 국립부곡정신병원 마약류중독진료소 개소(200병상).
- 2002년 5월 6일: 국립부곡병원 약물중독진료소로 명칭변경.

## 조직

### 소장
- 중독진단과[1]
- 중독치료과[1]

## 같이 보기
- 한국마약퇴치운동본부